# Кажати (Сан-Паулу)
Кажати (порт. Cajati)  —  муниципалитет в Бразилии, входит в штат Сан-Паулу. Составная часть мезорегиона Южное побережье штата Сан-Паулу. Входит в экономико-статистический  микрорегион Режистру. Население составляет 33 353 человека на 2006 год. Занимает площадь 454,925 км². Плотность населения — 73,3 чел./км².

## Статистика
- Валовой внутренний продукт на 2003 составляет 404.020.072,00 реалов (данные: Бразильский институт географии и статистики).
- Валовой внутренний продукт на душу населения на 2003 составляет 12.841,93 реалов (данные: Бразильский институт географии и статистики).
- Индекс развития человеческого потенциала на 2000 составляет 0,751 (данные: Программа развития ООН).

## География
Климат местности: субтропический. В соответствии с классификацией Кёппена, климат относится к категории Cfb.